# تاکو

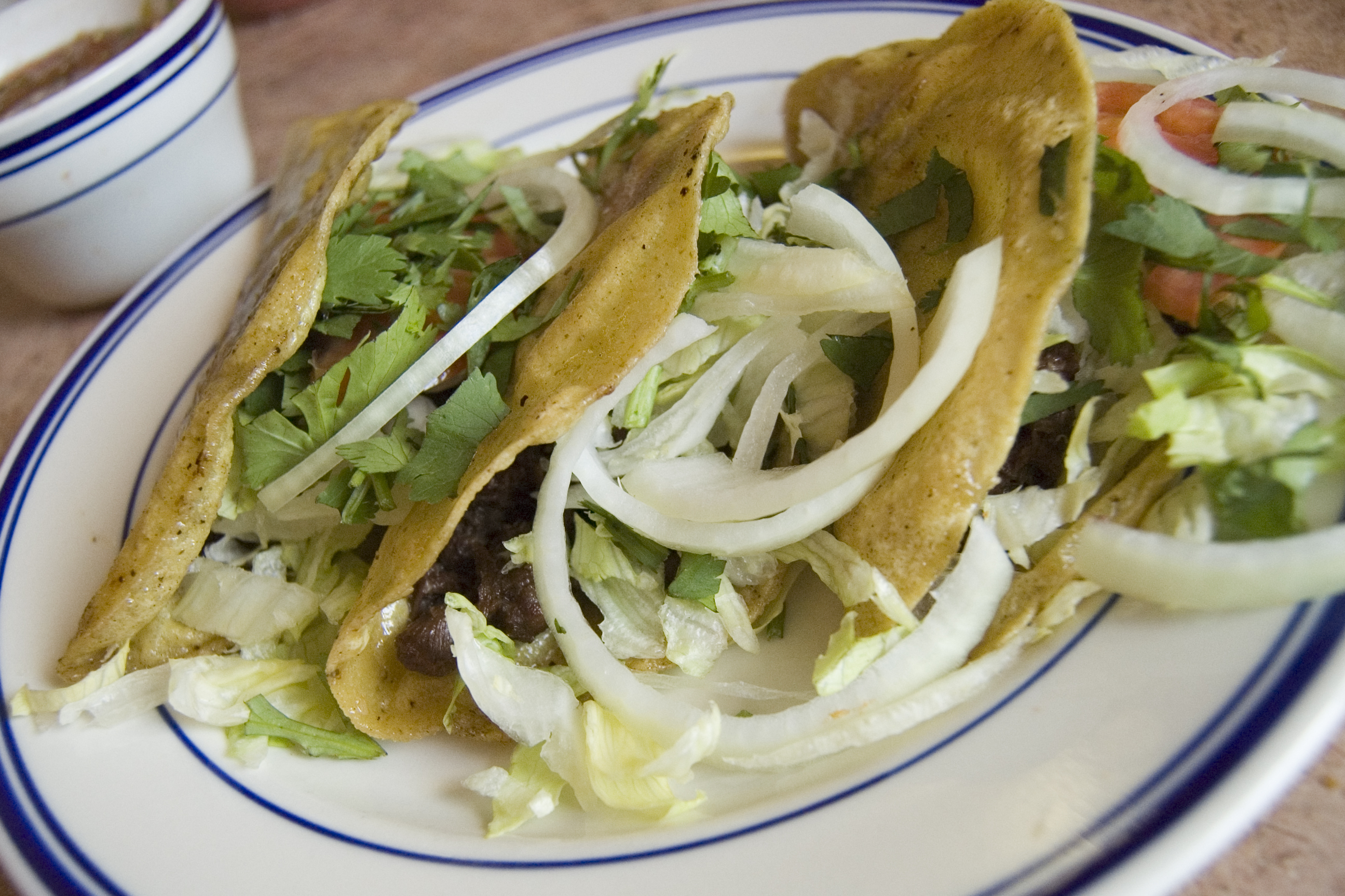
تاکوی بارباکوآ

تاکو (ایالات متحده: /ˈtɑːkoʊ/، بریتانیا: /ˈtækoʊ/، اسپانیایی: [ˈtako]) یک غذای سنتی مکزیکی است که از یک تورتیلای کوچک ذرت یا گندم به اندازه دست تشکیل شده است. سپس تورتیلا را دور مواد می پیچیند و با دست می خورند. تاکو را می‌توان با انواع پرکننده‌ها، از جمله گوشت گاو، گوشت خوک، مرغ، غذاهای دریایی، لوبیا، سبزیجات و پنیر درست کرد که امکان تطبیق پذیری و تنوع زیادی را فراهم می‌کند. آنها اغلب با چاشنی های مختلف مانند سالسا، گوآکاموله یا خامه ترش و سبزیجاتی مانند کاهو، پیاز، گوجه فرنگی و چیلی تزئین می شوند. تاکو شکل رایج آنتوجیتو یا غذاهای خیابانی مکزیکی است که در سراسر جهان گسترش یافته است.

تاکوها را می‌توان با غذاهای مشابه مانند بوریتو مقایسه کرد، که اغلب بسیار بزرگ‌تر هستند و به جای تا شده، رول می‌شوند. تاکیتوس که رول شده و سرخ می شوند. یا chalupas/tostadas که در آن تورتیلا قبل از پر کردن سرخ می شود.

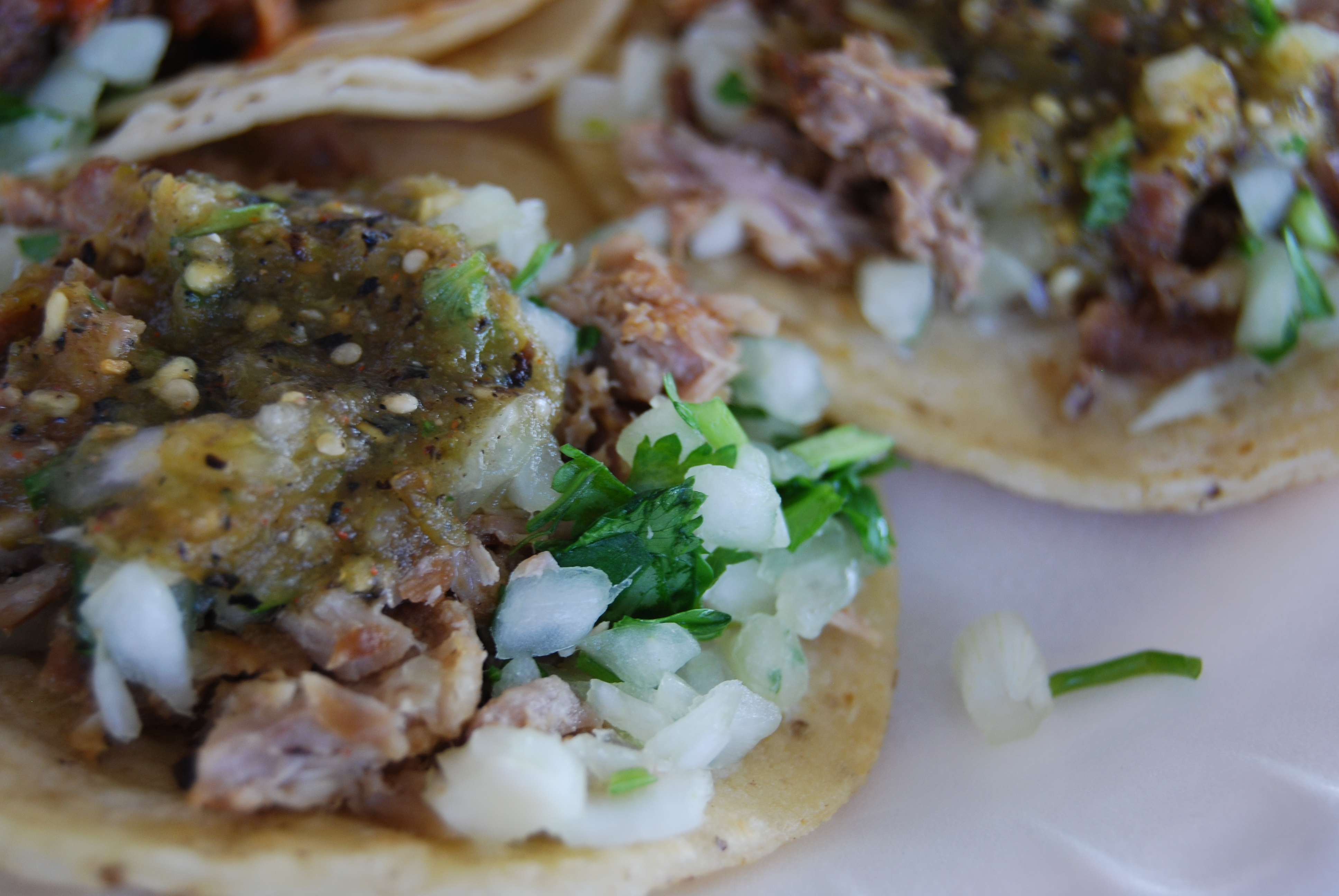
کارنیتاس تاکویی که در لس آنجلس آمریکا سرو می‌شود

## تاریخچه
تاکو قبل از ورود اسپانیایی ها به مکزیک است. شواهد مردم شناسی وجود دارد مبنی بر اینکه مردم بومی ساکن در منطقه دریاچه دره مکزیک به طور سنتی تاکوی پر از ماهی کوچک می خوردند. برنال دیاز دل کاستیلو که در زمان فاتحان اسپانیایی می نوشت، اولین ضیافت تاکو را که اروپایی ها از آن لذت می بردند، ثبت کرد، غذایی که ارنان کورتس برای کاپیتان های خود در کویوآکان ترتیب داد.

## در فرهنگ عام
در ایالات متحده 4 اکتبر روز ملی تاکو جشن گرفته میشود.

## همچنین ببینید
- آره‌پا
- بوریتو
- تاکو شکلاتی
- فاجیتا
- تاکو فرانسوی
- جایرو
- تاکو کره ای
- پوپوسا
- کباب ترکی
- تاکو برنج
- سالاد تاکو
- سوپ تاکو
- Tacos de canasta
- Tlayuda
- توستادا
- Tunnbröd

## لینک‌های
- Taco Recipe Low sodium recipe to make beef tacos.